# Zamek w Skałacie
Zamek w Skałacie – zamek wybudowany około 1630 roku, przez Krzysztofa Wichrowskiego, miecznika halickiego.

## Historia
Podczas wojen kozackich zamek był zniszczony i odbudowany dopiero w XVIII w. Warownia została doszczętnie zniszczona podczas I wojny światowej.

## Właściciele
Zamek kolejno przechodził w ręce: Chodkiewiczów, Koreckich i Wichrowskich. Córka Wichrowskiego - Weronika wyszła za mąż za kasztelana sanockiego Jana Firleja. Następnie: Firlejów, Scipio del Campów, Kalinowskich, Anny z Lanckorońskich Kalinowskiej i Poniatowskich. W XVIII w. był on własnością Marii z hr. Wodzickich Scypionowej,  a od 1869 r. zamkiem władał Suesskind Rozenstock i jego synowie, którzy byli w jego posiadaniu do I wojny światowej.

## Architektura
Zamek założony został na planie czworoboku z pięciobocznymi basztami w narożnikach. Wjazd do zamku prowadził przez kamienną bramę z dwoma furtkami po bokach, na której umieszczono kamienne płyty z historią budowli a także rzeźbę rycerza stojącą na szczycie bramy. Rycerz ten oparty na tarczy, na której znajdują się herby Jelita, Rawicz, Leliwa i Scypion. Ten fragment zamku pochodzi z 1795 r. Pod koniec XIX w. istniały obronne fosy i wały oraz brama wjazdowa murowana, której szczyt zdobią trzy figury  z kamienia. Wewnątrz wałów stał dom mieszkalny; obecni właściciele postawili tu piękny i obszerny dom murowany. Wszystko, co obecnie istnieje to rezultat rekonstrukcji prowadzonej w okresie międzywojennym.
‎Nad bramą znajdował się napis: WDZIĘCZNOŚĆ‎ ‎FAMILII. MARIA‎ ‎HRIA‎ ‎Z‎ ‎WODZICKICH‎ ‎SCIPIONOWA PODSTOLINA‎ ‎W.‎ ‎X.‎ ‎L.‎ ‎GROŻĄCY‎ ‎UPADKIEM TEN‎ ‎ZAMEK‎ ‎REFORMOWAŁA‎ ‎MURAMI‎ ‎OPASAŁA‎ ‎MIASTO‎ ‎PIĘKNEMI‎ ‎DOMAMI‎ ‎Y‎ ‎DRUGIEM RYNKIEM‎ ‎MARIENSZTAD‎ ‎NAZWANYM‎ ‎OZDOBIŁA‎ ‎DOBRA‎ ‎DO‎ ‎NAJLEPSZEGO‎ ‎STANU‎ ‎PRZEPROWADZIŁA‎ ‎A‎ ‎TO‎ ‎W‎ ‎CZASIE‎ ‎GŁODU‎ ‎DLA DANIA‎ ‎SPOSOBU‎ ‎ŻYCIA‎ ‎NĘDZNYM‎ ‎24.‎ ‎JULII 1795‎ ‎ROKU. Napis‎ ‎nad‎ ‎prawą furtką‎ z ‎pierwszej ‎bramy‎  brzmiał: DIE‎ ‎12‎ ‎JUNII‎ ‎VERONICA‎ ‎DE‎ ‎BUDZANOW‎ ‎FIRLEIOWA‎ ‎CASTELLANA‎ ‎SANOCENSIS‎ ‎COGNOMINE‎ ‎WICHROWSKA‎ ‎UNICA‎ ‎HAEREDISSA‎ ‎IN SKALAT‎ ‎HANC‎ ‎STRUCTURAM‎ ‎PENITUS‎ ‎COLLAPSAM‎ ‎PROPRIO‎ ‎SUMPTU‎ ‎REPARAVIT (12 czerwca Weronika z Budzanowa Firlejowa kasztelanka sanocka, z domu Wichrowska, jedyna dziedziczka w Skałacie tę budowlę całkowicie zawaloną na własny koszt naprawiła). Prawie zupełnie zniszczony napis‎ ‎nad‎ ‎furtką‎ ‎lewą‎ ‎zawierał tylko słowa:‎ ‎FAMILIAE [DEO] ‎MAXIMO‎ ‎1706.